# 无伴奏小提琴奏鸣曲与组曲 (巴赫)

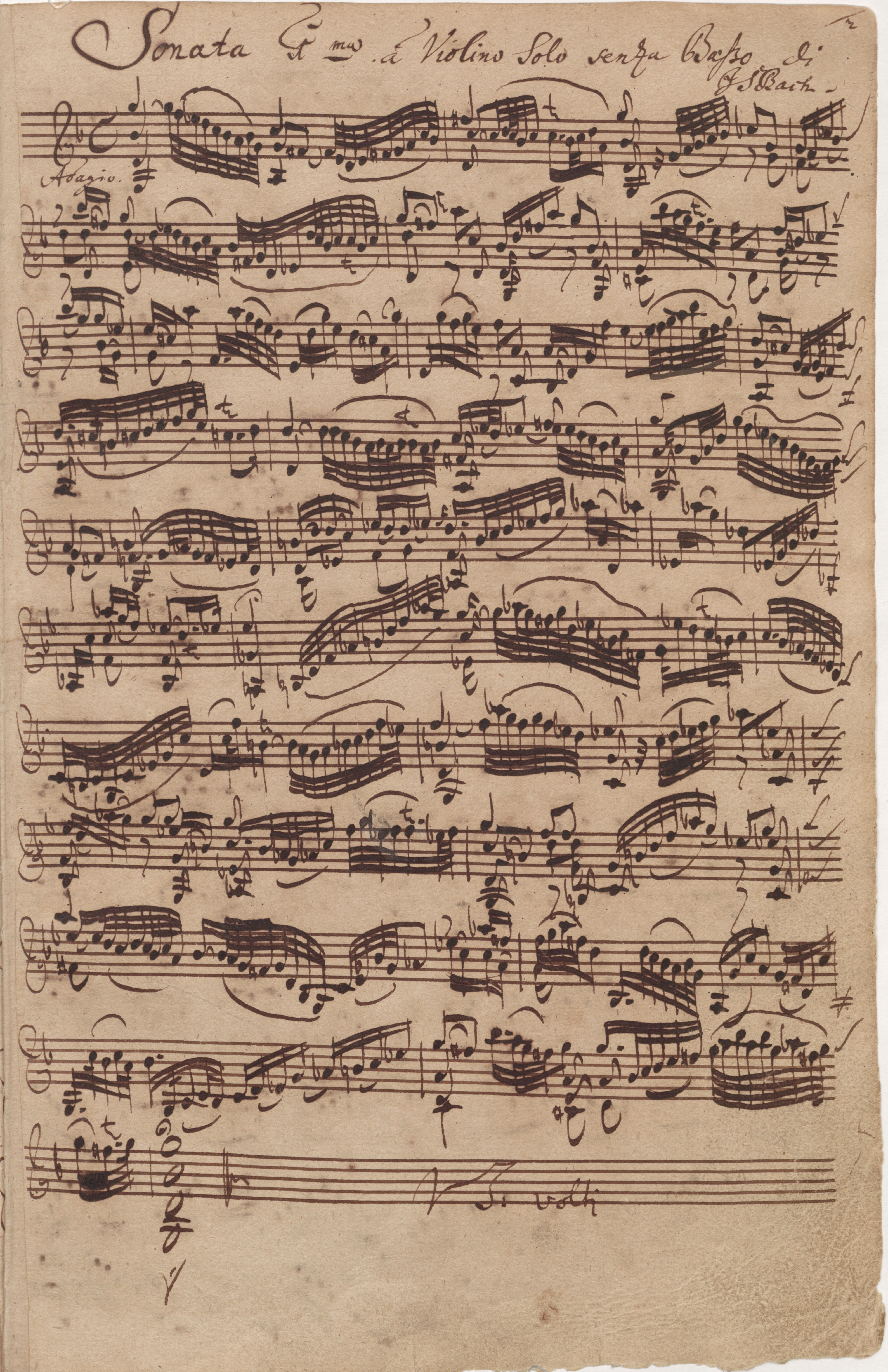
无伴奏小提琴奏鸣曲与组曲第一号奏鸣曲手稿

约翰·塞巴斯蒂安·巴赫的无伴奏小提琴奏鸣曲与组曲，目錄第1001–1006號，是音樂史上最著名的小提琴作品之一。大约于1720年创作于德国克滕。奏鳴曲遵照著慢-快-慢-快的教會奏鳴曲曲式，三首奏鳴曲的第二樂章都是賦格曲；組曲（Partita）的形式上，除了第3號較為自由，前兩首一定程度是按照四種基本舞曲組合而成。
此作曾隨著隨著巴赫的去世而沉寂，直到1802年才由西姆羅克出版社所出版，而後由小提琴名家開始發揚光大。

## 分析

### 第1號奏鸣曲
G小調，作品號BWV 1001
1. 柔板
2. 赋格
3. 西西里舞曲
4. 急板

### 第1號組曲
B小調，作品號BWV 1002
1. 阿列曼德
2. 库朗特
3. 萨拉班德
4. 布列

### 第2號奏鸣曲
A小調，作品號BWV 1003
1. 慢板，庄重地
2. 赋格
3. 行板
4. 快板

### 第2號組曲
D小調，作品號BWV 1004
1. 阿列曼德
2. 库朗特
3. 萨拉班德
4. 基格
5. 恰空

### 第3號奏鸣曲
C大調，作品號BWV 1005
1. 柔板
2. 赋格
3. 广板
4. 极快板

### 第3號組曲
E大調，作品號BWV 1006
1. 前奏曲
2. 路尔
3. 回旋曲式的加沃特
4. 小步舞曲I
5. 小步舞曲II
6. 布列
7. 基格

## 演奏建議
這套作品歷來受到小提琴名家的一致重視，除演出、錄音（20世紀起）之外，諸家也與音樂出版社合作，以編輯身分提出弓法、指法等實際的演奏建議。這些建議有時由於參雜了過多的演奏者個人意見，甚至與巴赫手稿的意旨相左，因而受到批評。以彼得斯出版社（系列第9852號）為例，該版本回顧其出版與編輯歷程，宣稱至少參考了以下的版本：
- F·大衛，Kistner，1843年
- J·黑梅斯貝格，彼得斯出版社，1865年
- A·多斐爾，布赖特科普夫与黑特尔出版社，1879年
- E·皮內利，Ricordi，1887年
- 漢斯·希特，Kistner，1889年
- F·赫曼，布赖特科普夫与黑特尔出版社，1896年
- A·羅斯，環球出版，1901年
- E·克洛斯，碩特出版，1905年
- O·畢爾，Steingräber，1906年
- A·舒茨，Litolff，1907年
- 约瑟夫·约阿希姆與A·莫瑟，Bote，1908年
- E·Naudaud，Costellat，1908年
- W·Besekirsky，Idnikowski，1913年
- T·Nachez，Augener，1915年
- L·Capet，Senart，1915年
- P·Lemaitre，Durand，1915年
- 莱奥波德·奥尔，Fischer，1917年
- A·布什，辛洛克，1919年
- H·Wessely，Williams，1920年
- M·Anzoletti，Ricordi，1921年
- J·Hubay，環球出版，1921年
- H·Marteau，Steingräber，1922年
- E·Kurth，Drei Masken，1922年
- L·Niverd，Gallet，1922年
- E·Herrmann，席爾默公司，1922年
- B·Eldering，碩特出版，1925年
- 弗莱什·卡罗伊，彼得斯出版社，1930年
- J·Hambourg，牛津大學出版社，1934年
- E·Polo，Ricordi，1934年
- J·Garcin，Salabert，1935年
- G·Havemann，Bote與Bock，1940年
- W·M·Luther，貝倫賴特出版社（新《巴赫作品全集》），1950年
- J·Feld，Orbis，1950年
- J·Champeil，Heugel，1958年
- G·Hausswald，貝倫賴特出版社，1958年
- K·Mostrass（1963年）
- R·Efrati（1967年）
- T·Wronsky，PWM，1970年
- 伊凡·加拉米安，IMC，1971年

## 其他

### 衍生作品
罗伯特·舒曼曾為這套小提琴組曲創作了鋼琴伴奏部分，列為其未出版作品的第8號（WoO 8）。

## 外部連結
- 巴赫無伴奏小提琴奏鳴曲與組曲：国际乐谱典藏计划上的乐谱
- Digitised copy （页面存档备份，存于） of autograph manuscript (1720) at the Bach Archive, Leipzig.
- Free sheet music （页面存档备份，存于） of all six works from Cantorion.org
- MIDI Sequences （页面存档备份，存于） of Bach's Violin Sonatas/Partitas
- Sonatas and Partitas for solo violin （页面存档备份，存于） Vito Paternoster – MP3 Creative Commons Recording, played on cello
- Violinists talk about their approach to Sonatas and Partitas for Solo Violin
- From liner notes of a Benedict Cruft recording
- Discussion of recording history （页面存档备份，存于）
- Recordings of the Sonatas and Partitas in the 1950s at Enesco's Profile at The Remington Site （页面存档备份，存于）
- Discussion of publishing history and Second Sonata
- Free Bach Violin Sheet Music （页面存档备份，存于） With bowing and fingering instructions.
- Music for Glass Orchestra by Grace Andreacchi, a novel that contains an extensive analysis of the Sonatas and partitas for Solo Violin.
- Bach's Chaconne in D minor for solo violin: An application through analysis （页面存档备份，存于） by Larry Solomon
- Violinist and author Arnold Steinhardt discusses his lifelong quest to master the chaconne; interesting interview, good links （页面存档备份，存于）
- In the BBC Discovering Music: Listening Library （页面存档备份，存于）